# Arimanes Rupes
L'Arimanes Rupes è una struttura geologica della superficie di Marte.